# Чинквевије (Напуљ)
Чинквевије је насеље у Италији у округу Напуљ, региону Кампанија.
Према процени из 2011. у насељу је живело 390 становника. Насеље се налази на надморској висини од 53 м.